# Henri Ledroit
Henri Ledroit (Villacourt, 1946 – Nancy, 10 maggio 1988) è stato un controtenore francese.

## Biografia
Ledroit studia pianoforte, canto e armonia a Nancy e Strasburgo. Originalmente indirizzato verso il registro di baritono, nel 1972 incontra Alfred Deller, che lo indirizza invece verso il registro di controtenore. Si perfeziona nel canto barocco con Nikolaus Harnoncourt, Nigel Rogers e René Jacobs, insieme al quale si esibisce in numerosi concerti.
Si esibisce in tutta Europa, in particolare con il Clemencic Consort (per il repertorio medievale), con Philippe Herreweghe, Jean-Claude Malgoire, Ton Koopman e Michel Corboz. Nella rappresentazione di David et Jonathas di Charpentier, dove era stato ingaggiato in un ruolo secondario, ha l'occasione di rimpiazzare sui due piedi il titolare del ruolo principale, Paul Esswood, e si mette in grande evidenza agli occhi della stampa specializzata.
A partire dal 1976, Henri Ledroit intraprende una carriera folgorante, e partecipa a registrazioni d'importanza storica, tra cui le chansons di Clément Janequin, con l'Ensemble polyphonique de France diretto da Charles Ravier (Disques Valois, collezione Astrée), le chansons e i mottetti di Orlando di Lasso, con il Collegium Vocale Gent di Herrewege  (Disques Valois), Ciconia e Binchois con il Clemencic Consort di René Clemencic, nel 1980 L'incoronazione di Poppea di Monteverdi al Teatro La Fenice di Venezia con la direzione di Alan Curtis, spettacolo ripreso dalla RAI e registrato dalla Fonit Cetra, il Tamerlano di Händel, diretto da Jean-Claude Malgloire, e L'incoronazione di Dario di Vivaldi, diretto da Gilbert Bezzina.
Inoltre, canta nell'Orlando e nell'Ariodante di Händel, nell'Ormindo e nel Giasone di Cavalli.
Nel 1982, fonda insieme al produttore Christian Gangneron l'Atelier de Recherche et de Création pour l’Atelier de Recherche et de Création pour l’Art Lyrique [ARCAL], una compagnia itinerante per l'esecuzione di opera da camera, che farà un prezioso lavoro di diffusione della musica lirica, con particolare riferimento ad un repertorio poco noto, nelle piccole città e nei sobborghi di Parigi.
Partecipa anche ad alcune produzioni di musica contemporanea: En un Tour de Main (per alto solo) di Georges Aperghis nel 1986, Un déchainement si prolongé de la grâce di Jacques Lenot.
L'apice della carriera è raggiunto nel 1987, quando registra lo storico Tristan et Yseult per la Erato insieme alla Camerata Boston diretta da Joel Cohen, disco che esce due anni dopo e viene accolto dalla critica internazionale con molti plausi e vince il Grand Prix du Disque. La prima del Tristan et Yseult viene eseguita a New York nel febbraio del 1988 alla Merkin Hall. Pochi giorni più tardi è replicato nell'area della città di Boston, ma queste sono le ultime recite che vedono la partecipazione del falsettista francese: egli, infatti, muore per AIDS a Nancy nel 1988, a soli 42 anni.